# Пыжик (олень)
Пы́жик — новорождённый северный олень, телёнок северного оленя до достижения возраста одного месяца (по другим классификациям — до полугода); также — название шкуры и изделий из меха новорождённого телёнка до линьки.

## История
От слова «пыжик» происходит название различных изделий: пыжиковая шапка, воротник и так далее. 
В Архангельском крае малахай, ушастая шапка, опушённая пыжиком, назывался «бухара». 
Пыжик характеризуется пышным и мягким волосяным покровом, с блестящей упругой остью и густым пухом. Окрас волосяного покрова светло-коричневый, тёмно-коричневый, однотонный или пёстрый в зависимости от масти животного. В зависимости от длины ости и густоты подшёрстка выделяют три сорта шкур пыжика.
В Российской империи промысел пыжика относился к звероловству и по сведениям Якутской ярмарки, на которую в 1900 году было доставлено оленьих пыжиков и выпороток (шкур недоношенного телёнка, извлечённого из утробы самки) 3000, на сумму 41 000 рублей.
В современной России шкурки пыжика заготавливают в районах развитого северного оленеводства. Выделка шкуры пыжика регламентирована ГОСТ 11026-64 «Шкуры телят северного оленя невыделанные (выпороток, пыжик, неблюй)». Из выделанного меха пыжика шьют куклянки, шапки, воротники и другие изделия.